# Arctostaphylos malloryi
Arctostaphylos malloryi là một loài thực vật có hoa trong họ Thạch nam. Loài này được (W.Knight & Gankin) P.V.Wells mô tả khoa học đầu tiên năm 1992.